# Прапор Диканьки
Пра́пор Диканьки — селищний прапор Диканьки, затверджений рішенням сесії селищної ради.